# Pseudosinella charoae
Pseudosinella charoae is een springstaartensoort uit de familie van de Entomobryidae. De wetenschappelijke naam van de soort is voor het eerst geldig gepubliceerd in 1988 door Villanueva & Jordana.